# Jan Retèl
Johannes Marinus Gijsbertus (Jan) Retèl (Bussum, 24 februari 1918 – Amsterdam, 17 augustus 1984) was een Nederlands acteur en regisseur.

## Loopbaan
Retèl ging reeds op vijftienjarige leeftijd naar de toneelschool, waar hij in 1936 afstudeerde. Hij debuteerde in datzelfde jaar en was onder meer verbonden aan toneelgroepen Het Masker, Ensemble, de Haagse Comedie en de Nederlandse Comedie. Hij werd in 1972 door Hans Croiset aangetrokken om, samen met een aantal andere acteurs, de vaste kern van het Publiekstheater te vormen. Deze acteurs waren afkomstig uit de Nederlandse Comedie, waaronder ook Max Croiset en Sigrid Koetse.
Hij speelde onder meer naast Teddy Schaank, Jan Teulings en Ine Veen in de De Weg, een televisieserie van Willy van Hemert, die in 1983 werd uitgezonden door de KRO.

## Privéleven
Retèl was meermalen gehuwd: van 1942 tot 1946 met de actrice Rini Otte, van 1948 tot 1954 met de actrice Elisabeth Andersen en van 1960 tot aan zijn dood in 1984 met de actrice Sigrid Koetse. Hij is vader van de acteurs René Retèl en Sjoera Retèl. In 1960 kreeg hij een jaar gevangenisstraf, omdat hij onder invloed van drank een dodelijk ongeluk had veroorzaakt. Retèl had de laatste jaren last van hartklachten en werd daaraan ook geopereerd. Terug van een vakantie in 1984 werd hij opgenomen in de Boerhaave kliniek in Amsterdam, alwaar hij overleed.

## Filmografie (selectie)
- 1938: Vadertje Langbeen - Frits Donkers
- 1948: Pinokkio - Jantje Lampepit (Nederlandse stem, 1e nasynchronisatie)
- 1948: Niet tevergeefs
- 1952: Het Zwarte goud - stem
- 1957: Kleren maken de man
- 1958: Dorp aan de rivier - Thijs van Erpen
- 1961: De laatste passagier - Zeeman
- 1967: Dood van een handelsreiziger
- 1968: Ritmeester Buat - Johan de Witt
- 1975: Keetje Tippel
- 1975/76: Van oude mensen, de dingen die voorbijgaan - Pauws
- 1979: Grijpstra en De Gier - Commissaris
- 1981: Voorbij, voorbij - Cees
- 1981: Het meisje met het rode haar - Professor
- 1981: De Fabriek - Dommering
- 1982: Armoede (film) - Evert Terlaet
- 1983: De Weg - Lex van Swaay

## Hoorspelacteur
- 1980: Verloving in de herfst - Bertold Kerz